# Euphorbia deccanensis
Euphorbia deccanensis är en törelväxtart som beskrevs av Vatsavaya Satyanarayana Raju. Euphorbia deccanensis ingår i släktet törlar, och familjen törelväxter.

## Underarter
Arten delas in i följande underarter:
- E. d. deccanensis
- E. d. nallamalayana

## Bildgalleri

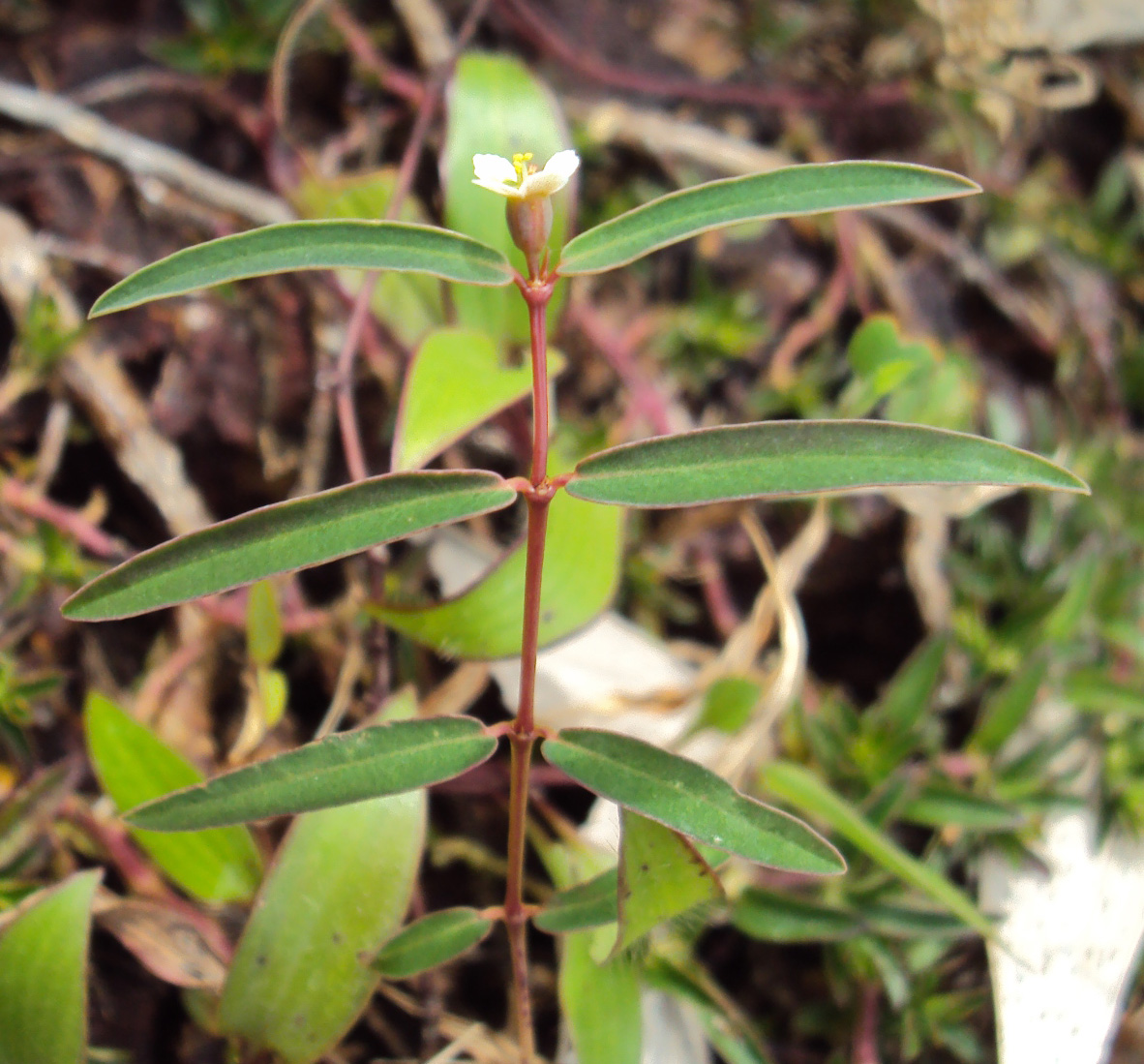
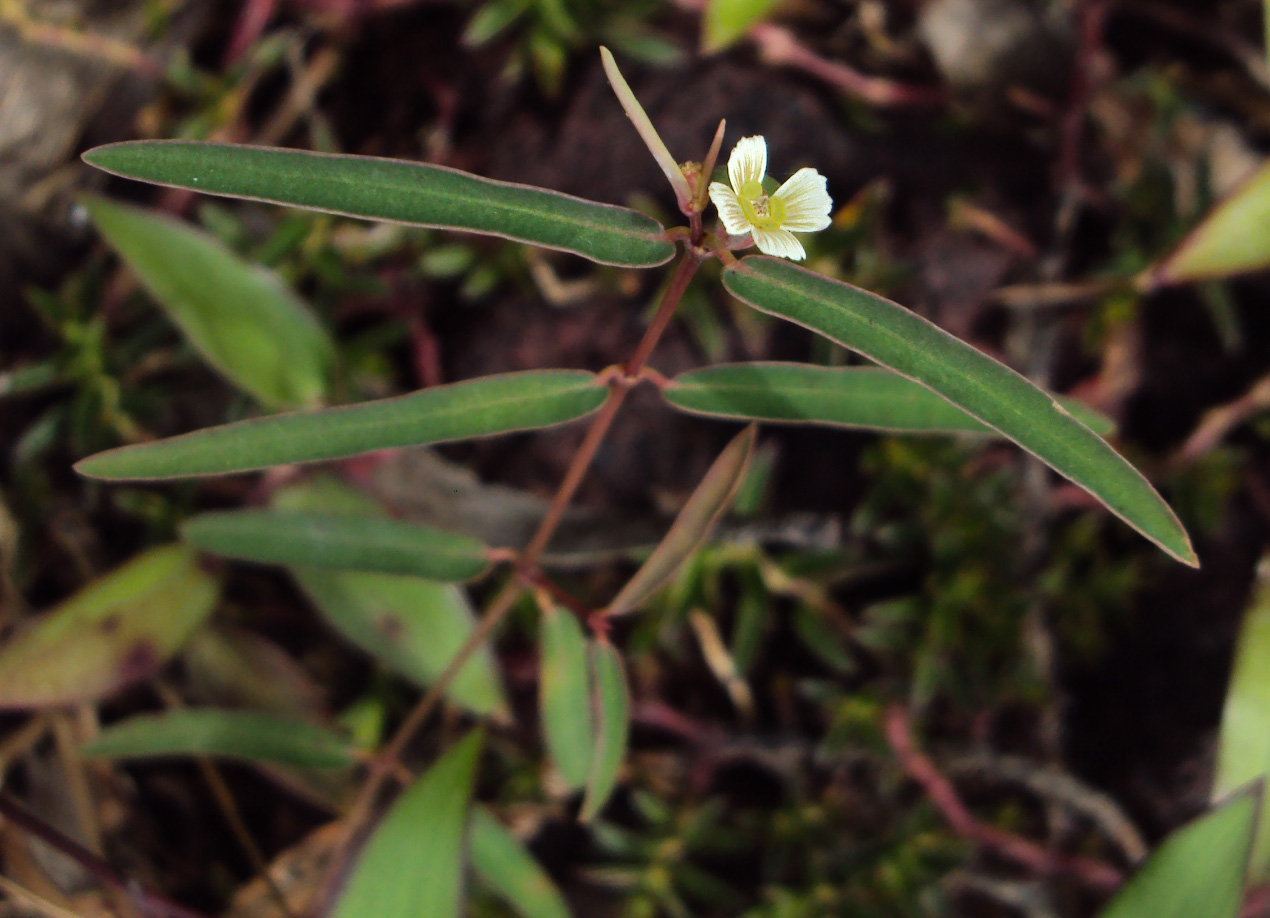
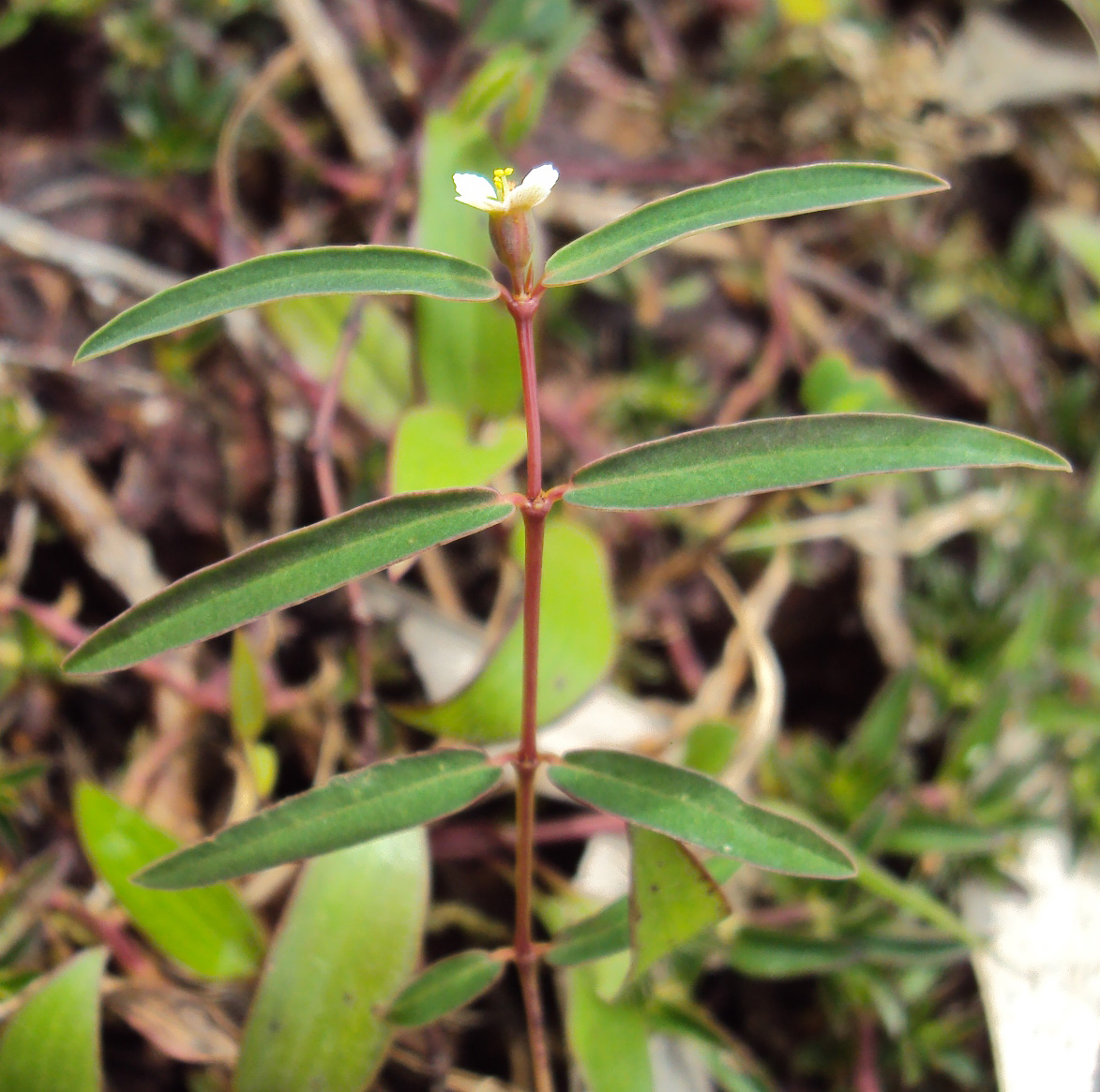
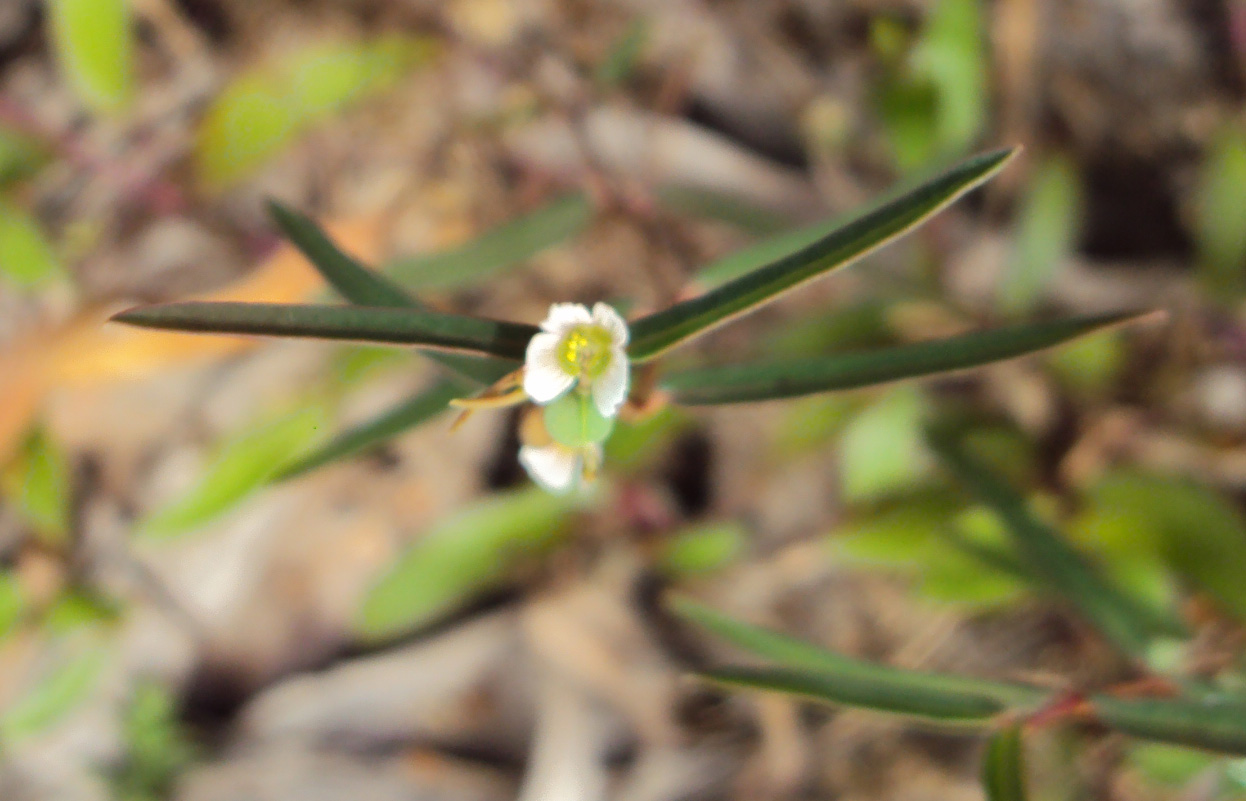
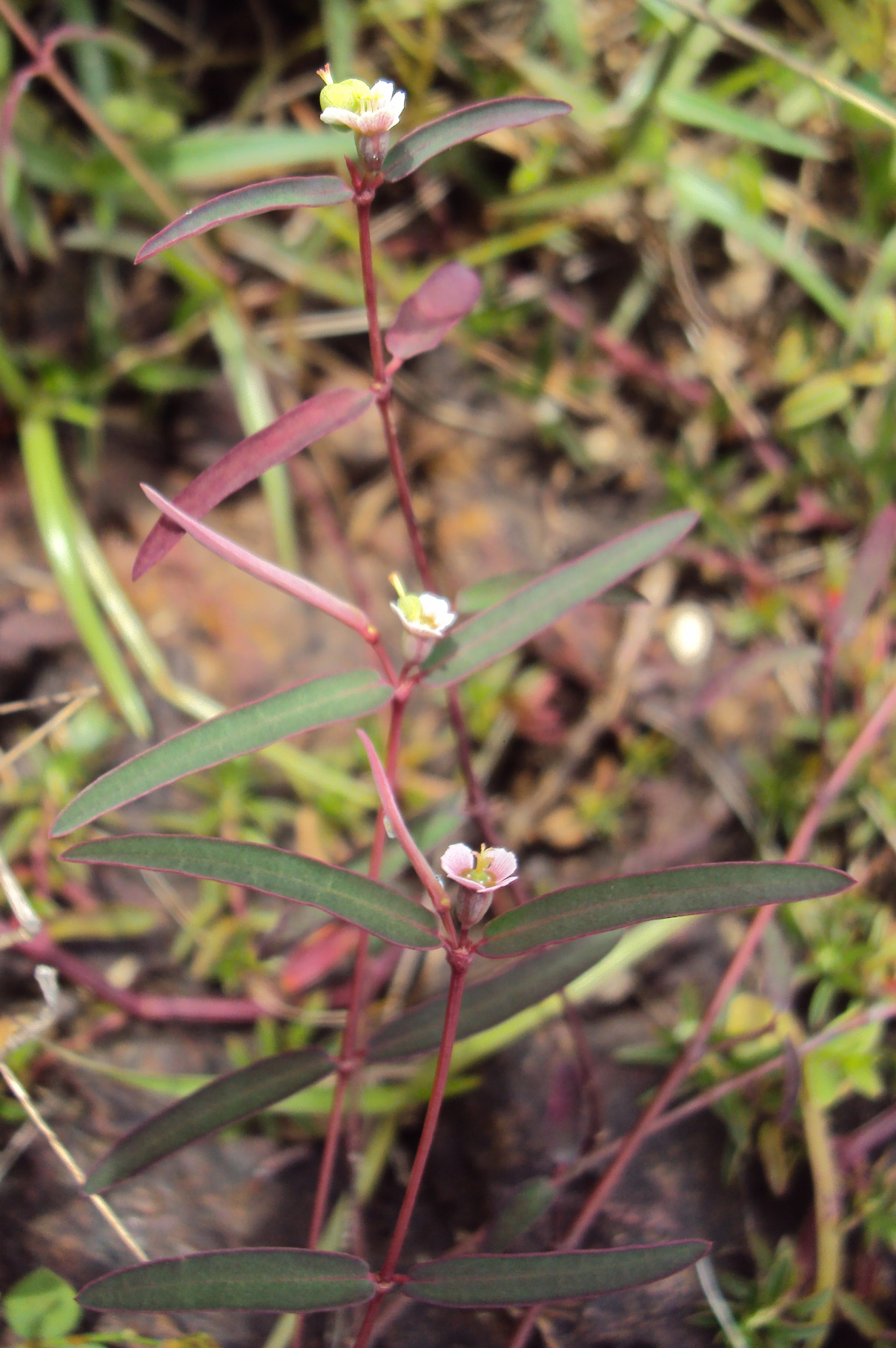
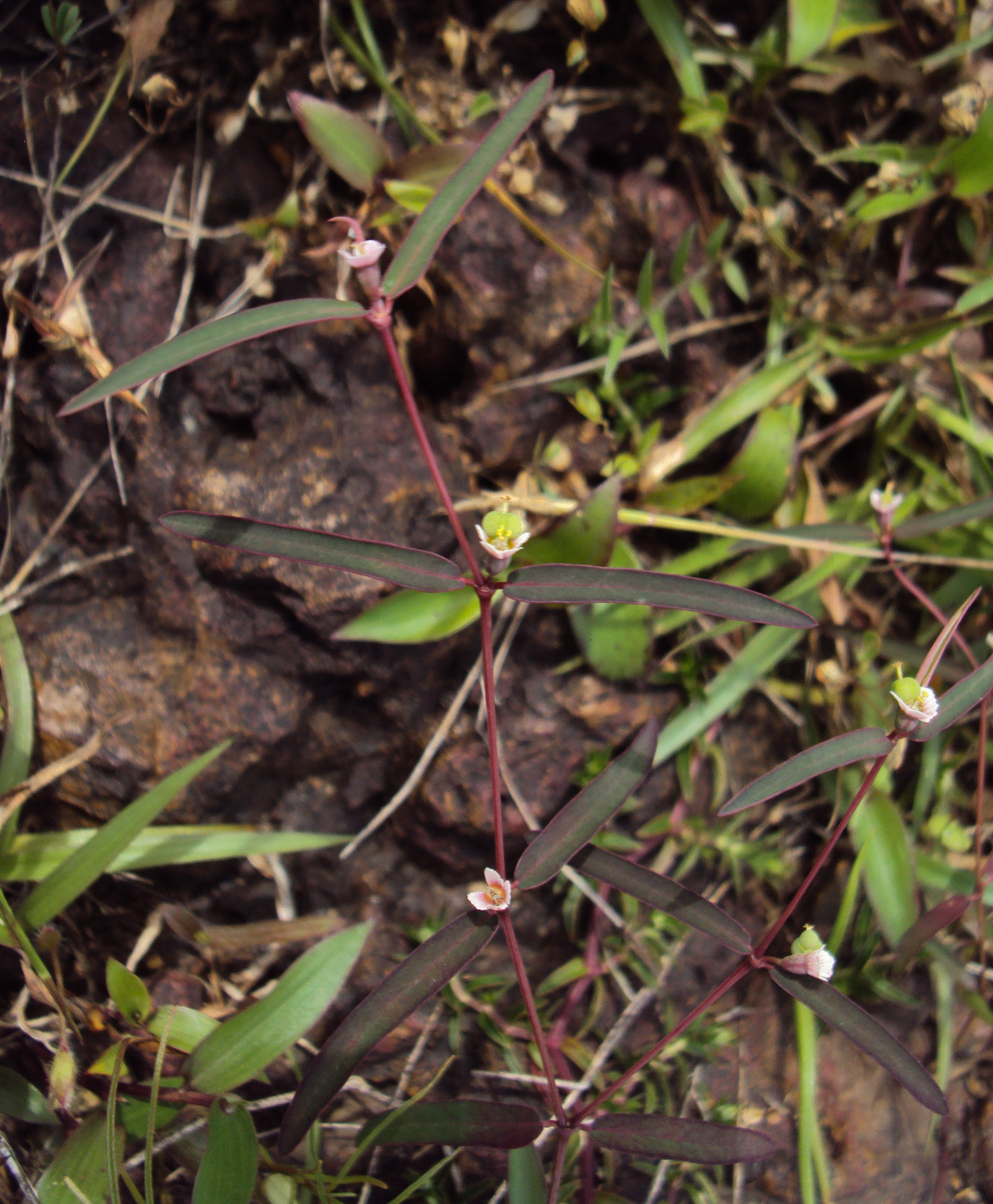